# Sundoreonectes sabanus
Sundoreonectes sabanus är en fiskart som först beskrevs av Chin, 1990.  Sundoreonectes sabanus ingår i släktet Sundoreonectes och familjen grönlingsfiskar. IUCN kategoriserar arten globalt som sårbar. Inga underarter finns listade i Catalogue of Life.